# Atlantic Seaboard Fall Line

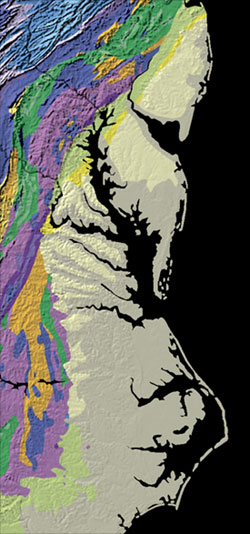
Mappa che mostra parte della fall line della costa orientale, dove la pianura costiera (colori chiari) incontra il Piedmont (colori vivaci).

La Atlantic Seaboard Fall Line, o Fall Zone ("zona di caduta"), è una scarpata lunga 1400 km in cui il Piedmont incontra la Pianura costiera dell'Atlantico, negli Stati Uniti orientali. Gran parte della Atlantic Seaboard fall line passa attraverso aree in cui non vi sono evidenze di faglie.
La fall line segna il confine geologico di terreno metamorfico duro, il prodotto dell'orogenesi taconiana, e delle pianure alluvionali relativamente basse e sabbiose dell'alta piattaforma continentale, formate da sedimenti del Cretaceo e Cenozoico non consolidati. Esempi di caratteristiche tipiche della fall zone si trovano nelle Little Falls del fiume Potomac, e nelle rapide a Richmond, dove il fiume James attraversa una serie di rapide scendendo dal suo estuario. 
Prima che venissero impiegate tecniche più avanzate come le chiuse, la fall line era generalmente il punto navigabile più a monte dei fiumi, a causa delle loro rapide o cascate, e e del necessario portage nelle loro vicinanze. Diverse città furono fondate lungo la fall line, a causa della facilità di trasporto sui fiumi verso i porti, oltre alla disponibilità di acqua per far funzionare mulini e fattorie, pertanto intorno ad essa si sviluppò il traffico fluviale e l'industria. La U.S. Route 1 e la I-95 collegano molte città sulla fall line.
Nel 1808 il Segretario al tesoro Albert Gallatin notò l'importanza della fall line come ostacolo al miglioramento delle comunicazioni e dei commerci nazionali tra la pianura atlantica e il sistema fluviale occidentale:

## Principali città
Alcune città che sorgono lungo la fall line Piedmont-pianura costiera includono le seguenti, da nord a sud:
- Edison e East Brunswick sul fiume Raritan
- Princeton sul fiume Millstone
- Trenton sul fiume Delaware.[1]
- Filadelfia sul fiume Schuylkill.[3]
- Wilmington sul fiume Brandywine.
- Perryville e Havre de Grace sul fiume Susquehanna/baia di Chesapeake.
- Baltimora su Herring Run, Jones Falls e Gwynns Falls.[4]
- Elkridge sul fiume Patapsco.
- Laurel sul fiume Patuxent.
- Washington sul fiume Potomac.[5]
- Occoquan sul fiume Occoquan.
- Fredericksburg sul fiume Rappahannock.[5]
- Richmond sul fiume James.[6]
- Petersburg sul fiume Appomattox.[7]
- Weldon e Roanoke Rapids sul fiume Roanoke[8]
- Rocky Mount sul fiume Tar.[8]
- Kinston, Smithfield e Goldsboro sul fiume Neuse.[8]
- Fayetteville sul fiume Cape Fear.[8]
- Lumberton sul fiume Lumber.[8]
- Cheraw sul fiume Pee Dee.
- Camden sul fiume Wateree.
- Columbia sul fiume Congaree.[6]
- Augusta sul fiume Savannah.
- Milledgeville sul fiume Oconee.
- Macon sul fiume Ocmulgee.
- Columbus sul fiume Chattahoochee.[1]
- Tallassee sul fiume Tallapoosa[9]
- Wetumpka sul fiume Coosa[9]
- Tuscaloosa sul fiume Black Warrior[9]